# کمیت‌های دارای بقا
کمیتهای دارای بقا، کمیاتی فیزیکی هستند که در یک سیستم بسته با زمان تغییر نمی‌کنند.

## برخی از این کمیات
- انرژی
- ضربه
- پیچش
- بار الکتریکی
- عدد باریون
- عدد لپتون
- جرم
- بردار لاپلاس-رونگه-لنز

این موادر تا حدودی بقا دارند
- بقای جرم (برای سرعت‌های پایین)
- بقای عدد باریونی (نگاه کنید به chiral anomaly)
- بقای عدد لپتونی عدد لپتونی (در مدل استاندارد)
- بقای طعم (در برهمکنش ضعیف رعایت نمی‌شود)
- بقای پارتیه
- تقارن سی‌پی

در پروسه‌های بازگشت پذیر، انتروپی نیز یک کمیت دارای بقا است.